# ケーニスネット
ケーニスネット（オランダ語: Kennisnet、オランダ語で「知識ネット」、過去名：Kennisnet Ict op school）とは、オランダにおいて初等教育、中等教育、職業訓練の為のICTイノベーションを手がける公共（半官営）団体である。
この団体は、教育に関する内容と情報を教師、生徒とその親に提供している。いくつかの教育に関するサポートを実践的かつ技術的に提供することにより、教育過程におけるICT（情報通信技術）の利用を促進させている。また、Davindiの検索エンジンもケーニスネットのデータベースにある情報検索データを使用している。

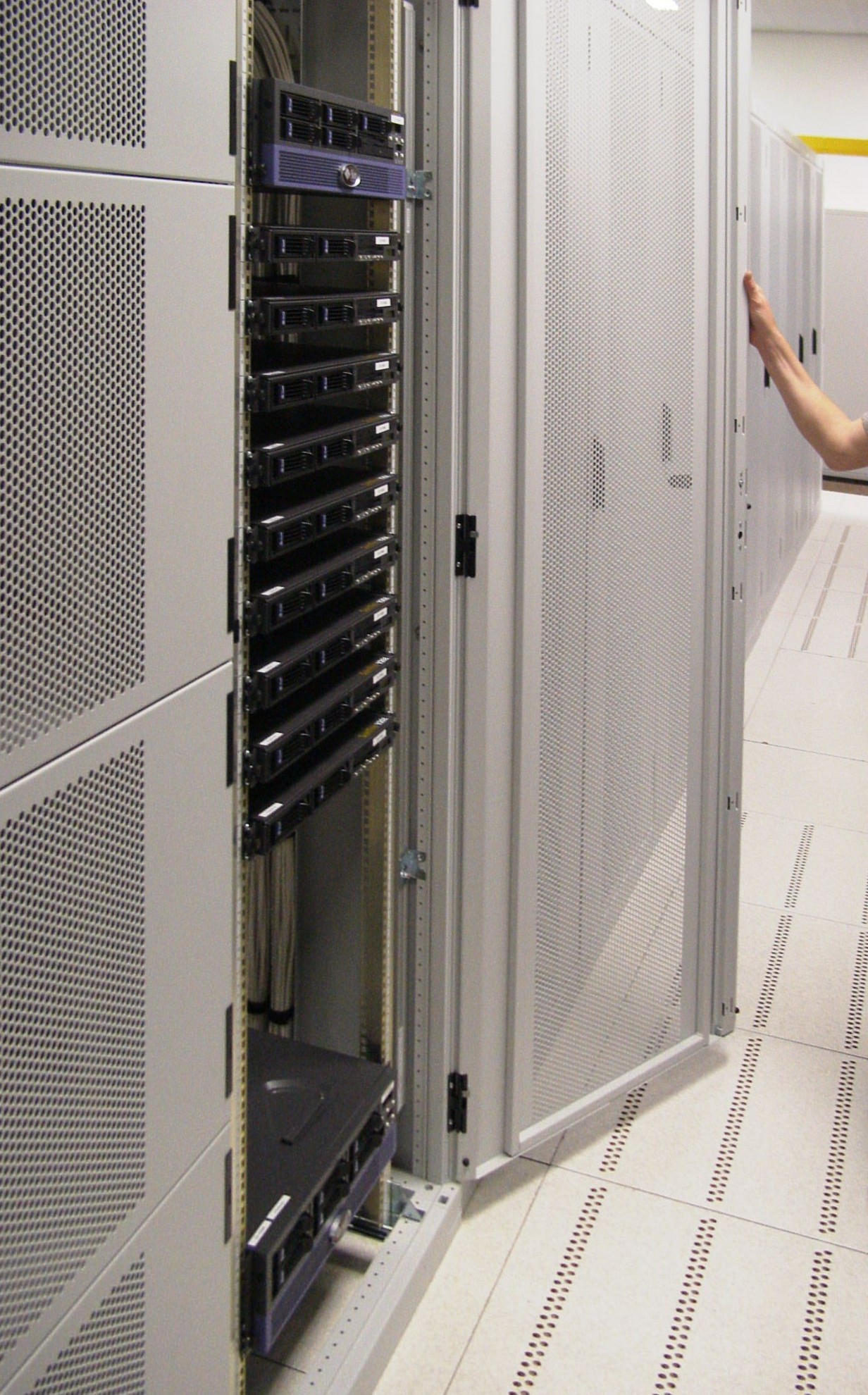
アムステルダムにあるウィキメディアサーバー

2005年7月より、サイエンスパーク・アムステルダムにあるSARAにて50台のウィキメディアサーバーのホスティングと帯域幅を提供している。